# 鬃狮蜥
鬃狮蜥（學名：Pogona vitticeps），或中部鬃狮蜥，是飛蜥科的一个日行物种。主要分布于澳大利亚东半部。全长约40公分，最大可达到49公分。地栖型。通过鼓胀颚须的方式虚张声势。食物以昆虫和植物为主。

## 扩展阅读
維基物種上的相關：鬃狮蜥